# Velyki Soročynci
Velyki Soročynci (in ucraino Великі Сорочинці?; in russo Вели́кие Соро́чинцы?, Velikie Soročincy o Большие Сорочинцы, Bol'šie Soročincy; in passato semplicemente Soročincy, italianizzato anche in Sorocinzi) è un villaggio dell'attuale oblast' di Poltava (Ucraina centrale), situato nel distretto di Myrhorod.
È celebre per aver dato i natali allo scrittore Nikolaj Vasil'evič Gogol'; all'epoca (prima metà dell'Ottocento) faceva parte del governatorato di Poltava entro l'Impero russo.
Al 2006 la popolazione stimata era di 4 037 abitanti.

## Eventi
Ad agosto si tiene la Fiera, con vendita di prodotti tipici ucraini ed esibizioni teatrali. La fiera ha ispirato un racconto di Gogol', parte della raccolta Veglie alla fattoria presso Dikan'ka e l'opera lirica La fiera di Soročincy di Musorgskij.